# Warth, Vorarlberg
Warth är en ort och kommun i distriktet Bregenz i förbundslandet Vorarlberg i Österrike. I nordöst har kommunen en kort gräns mot Tyskland.
Kommunen består av två orter (Ortschaften) (inom parentes invånarantal 1 januari 2024):
- Hochkrumbach (25)
- Warth (158)